# Bakkie
Bakkie est un ressort situé dans le district de Commewijne. Sa population était de 447 au recensement de 2012 (541 au recensement de 2004),. Vers 1902, la plantation de ce qui était appelé à l'époque Reynsdorp est achetée par le gouvernement et divisée en petites parcelles destinées aux immigrants ayant exécuté leurs contrats. Le ressort se trouve le long de la côte de l'océan Atlantique.
Le musée de Bakkie, situé dans le village de Reynsdorp (aujourd'hui mieux connu sous le nom de Bakkie), renferme une collection importante de vieilles bouteilles, gravures, cartes, peintures, ainsi que de nombreux ustensiles.